# Apostolisches Exarchat Tschechien

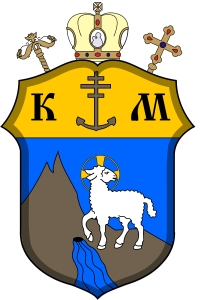
Wappen des Apostolischen Exarchats

Das Apostolische Exarchat Tschechien (lateinisch Exarchatus Apostolicus Reipublicae Cechae) ist ein mit der römisch-katholischen Kirche uniertes griechisch-katholisches Exarchat in Tschechien mit byzantinischen Ritus. Amtssitz ist Prag.

## Griechisch-katholische Diaspora
In Diaspora-Situation leben in der Tschechischen Republik ca. 7.600 Griechisch-Katholiken. Daneben sind einige Tausend Arbeitsmigranten aus der Slowakei und der Ukraine zu betreuen.
Das sind ca. 0,075 Prozent der tschechischen Bevölkerung und deutlich weniger als die „römischen“ Katholiken im Lande (26 Prozent).
Für die Seelsorge stehen 29 Priester und 44 Kirchen zur Verfügung, organisiert in 25 Pfarreien und 19 Filialen.

## Exarchat
Papst Johannes Paul II. gründete es am 15. März 1996 aus Gebietsabtretungen der Eparchie Prešov.

## Apostolische Exarchen von Tschechien
- Ivan Ljavinec (18. Januar 1996–23. April 2003)
- Ladislav Hučko (24. April 2003–14. Januar 2025)

## Statistik
| Jahr | Bevölkerung | Bevölkerung | Bevölkerung | Priester     | Priester         | Priester       | Priester               | Ständige Diakone | Ordensleute  | Ordensleute      | Pfarreien |
| Jahr | Katholiken  | Einwohner   | %           | Gesamtanzahl | Diözesanpriester | Ordenspriester | Katholiken je Priester | Ständige Diakone | Ordensbrüder | Ordensschwestern | Pfarreien |
| ---- | ----------- | ----------- | ----------- | ------------ | ---------------- | -------------- | ---------------------- | ---------------- | ------------ | ---------------- | --------- |
| 1999 | 200.000     | ?           | ?           | 33           | 31               | 2              | 6.060                  |                  | 3            | 3                | 23        |
| 2000 | 270.000     | ?           | ?           | 36           | 31               | 5              | 7.500                  |                  | 6            | 3                | 24        |
| 2001 | 250.000     | ?           | ?           | 37           | 31               | 6              | 6.756                  |                  | 17           | 4                | 25        |
| 2002 | 190.000     | ?           | ?           | 42           | 31               | 11             | 4.523                  |                  | 19           | 4                | 25        |
| 2003 | 177.704     | ?           | ?           | 46           | 34               | 12             | 3.863                  |                  | 12           |                  | 25        |
| 2004 | 177.704     | ?           | ?           | 38           | 36               | 2              | 4.676                  |                  | 2            |                  | 25        |
| 2009 | 178.150     | ?           | ?           | 39           | 39               |                | 4.567                  |                  |              |                  | 25        |
| 2013 | 170.000     | ?           | ?           | 41           | 41               |                | 4.146                  | 1                |              |                  | 21        |
| 2016 | 17.000      | ?           | ?           | 44           | 44               |                | 386                    | 1                |              |                  | 21        |
| 2019 | 17.000      | ?           | ?           | 39           | 39               |                | 435                    | 3                |              |                  | 19        |